# 록 페스티벌
록 페스티벌(Rock Festival)은 주로 여름에 야외에서 열리는 록 음악이 중심인 음악 축제이다.

## 정의
록 페스티벌은 다수의 무대 퍼포먼스를 특징으로 하는 대규모의 록 음악 공연이다. 넓은 의미로는, 가요 등 록과 유사한 다른 장르들을 포함하는 광범위한 대중 음악 공연을 일컬어 록 페스티벌이라 부르기도 한다.
많은 록 페스티벌들이 록뿐만 아니라 팝, 댄스, 일렉트로닉 등 다수의 장르를 다룬다. 몇몇 라디오 방송국에서는 해당 방송국이 판촉하고자 하는 것에 따라 특정 록 스타일의 밴드만을 포함하는 라디오 축제를 개최하기도 한다. 이러한 행사들의 규모는 목욕시설 등의 편의시설을 제공하는 거대한 임시 기반시설이 설치되어있음을 의미한다.

## 역사
1960년대 후반에 생겨난 초창기 록 페스티벌은 주로 개방된 전원 지역이나 운동경기장, 장터, 공원 등의 야외에서 개최되었고, 이틀 이상 지속되는 것이 전형적이었으며, 음악가들이 대거 등장해 상당한 규모의 군중을 끌어들였다. 그러나, 그들이 인기를 얻자마자 흥행업자들은 ‘록 페스티벌’ 혹은 ‘팝 페스티벌’이라는 명목으로 상당한 이용권을 받아냈고, 그런 식으로 광고된 몇몇 행사들은 실내 무대에서 열려 하룻밤 동안 몇 개의 무대만을 선보였다.
록 페스티벌은 최초의 야외 음악 축제는 아니었으나, 그럼에도 불구하고 고유의 정체성을 확립했고, 그것이 처음 등장했을 땐 언론의 큰 주목을 받았다. 샌프란시스코 지역에서의 몇몇 선구적인 행사에 이은 최초의 두 록 페스티벌은 1967년 여름에 북 캘리포니아에서 열린 ‘KFRC(Fantasy Fair & Magic Mountain Music Festival)’와 ‘Monterey International Pop Festival’인 것으로 일반적으로 알려져 있다. 이렇게 탄생한 록 페스티벌이라는 형태의 축제는 미대륙뿐만 아니라 전 세계적으로 불 붙은 듯 빠르게 번져나갔다.
Bill Mankin에 의하면, 초기의 록 페스티벌은 중요한 사회문화적 전환점이었다. 그는 다음과 같이 말했다.
“제대로 인정받지는 못했으나, 지난 몇 년간 록 페스티벌은 미국을 비롯한 수많은 나라에서의 반체제적인 변화를 부추기는 데 독특하고 중대한 역할을 했다고 해도 과언이 아니다 [1960년대]. 그 시대를 겪은 세대에게 붙여진 이름표 중 하나인 ‘Woodstock’은 록 페스티벌에서 비롯한 것이라 보는 게 옳을 것이다."
1980년대에는 자선사업을 목표로 하는 록 페스티벌의 작은 재기가 일어났다.
오늘날, 대개의 록 페스티벌은 여전히 며칠에 걸쳐 열리는 야외 공연이며, 그 중 다수가 대기업이 후원하는 연례행사다.

### 사회적 효과로서의 록 페스티벌
초기 록 페스티벌은 지금과는 다르게 어떤 사회문화적 전환기로서 기능했다고 할 수 있다. 처음 록 페스티벌이 열린 1968년에서부터 1969년은 프랑스에서 실시된 68혁명으로 인하여 평등, 성 해방 등의 키워드가 종교, 애국주의, 권위와 같은 보수적인 이데올로기를 대체하고자 하는 혁명적인 분위기로 가득하였다. 후기 자본주의적 맥락에서의 인간 소외와 부드러운 통제에 대한 반항으로서 개시된 68혁명의 열기는 혁명이 개시된 프랑스를 넘어서 세계 곳곳으로 퍼졌는데, 초기 록 페스티벌들은 이러한 정치적 상황을 양분삼아 태어났다고 볼 수 있겠다. 배경이 배경인 만큼, 대표적인 사회문화적 현상으로서의 록 페스티벌인 ‘우드스탁’을 비롯한 다른 초기 록 페스티벌의 경우, 콘서트를 통해 당시 미국이 벌이던 베트남 전쟁에 대한 반대 메시지를 보내고자 하였으며 페스티벌 기간 내의 마약 복용, 자유로운 성 행위 등으로 보수적 가치를 조롱하였다. 그러나 행사의 주된 참여자들이 적극적인 사회 참여보다는 이상향으로의 도피를 추구하던 히피들이었던 만큼. 페스티벌 중간이든 페스티벌 이후이든 좀 더 적극적이고 구체적인 저항의 목소리를 내도록 촉진하는 데에는 한계가 있었다. 그러나 자본주의의 핵심이자 상징 그 자체로서 기능하던 미국의 한 가운데서 이러한 반항적인 이데올로기 내에서 태동한 대형 문화 행사가 성공을 거두었다는 것 자체가 변화를 꿈꾸던 사람들에게는 하나의 가능성으로 다가가게 되었다. 록 페스티벌의 여러 계보는 이러한 반항의 이미지를 타고 현재까지 이어져 왔으나 행사가 갈수록 대형화되고, 정교한 기획이 진행되면서 저항적이며 정치적인 색깔을 찾아볼 수 없는 경우가 많아졌다. 그러나 그럼에도 어떠한 정치적 목적성을 지니고 개최되는 저항적 성격의 록 페스티벌을 간간히 발견할 수 있는데, 그 중 하나가 2011년 서울대학교에서 법인화 과정에 대한 투쟁의 일환으로 개최된 ‘본부스탁’이다. 우드스탁을 적극적으로 벤치마킹한 이 행사에서는 학생들의 자발적인 모금 활동으로 개최되었으며, 주최자들은 페스티벌을 진행하면서도 법인화 반대라는 목소리를 적극적으로 표출하고자 노력했다.

### 한국 록페스티벌의 역사
1999년에 열린 '트라이포트 록 페스티벌'이 '록 페스티벌'이라는 타이틀을 건 최초의 공연기획이지만, 실은 이에 2년 앞서 1997년 고려대학교 노천극장에서 열린 '97 자유' (97 자유 콘서트)가 대한민국 최초의 록 페스티벌이라 할 수 있다. '한국의 우드스탁'이라는 슬로건을 내건 이 공연에는 1997년 6월 4일부터 8일까지 36개팀이 참가했다. 1996년 '자유'라는 이름으로 서울대에서 열린 최초 라이브 콘서트의 후신격이지만 96 자유가 포크락도 포함하는 좀 더 광의의 범주의 성격이었던 것에 반해 97 자유는 '록 페스티벌'의 성격이 매우 강했다. '자유'라는 타이틀에 어울리게 그동안 한국 대중가요계를 옥죄던 "가요·음반 사전심의제 폐지"를 기념하는 취지로 만들어진 공연인지라 '록 스피릿'에도 부합한 대규모 라이브였다. 당시 주요참가팀의 면모는 다음과 같다. 윤도현밴드, 넥스트, 안치환, 조동진, 리아(이상 6월 4일), 시나위, 삐삐롱스타킹(삐삐밴드), 한영애 (이상 5일), 이스크라, 블랙홀, 패닉, 산울림, 동물원 (이상 7일) 노이즈가든, 강산에, 봄여름가을겨울, 장사익 그리고 조용필 (이상 8일). 락의 대부 신중현씨도 6월 5일, 6월 8일 이틀간 공연에 참여했다.
그로부터 2년후인 1999년 7월 31일, 국내 최초의 대규모 록 페스티벌인 '트라이포트 록 페스티벌(Triport Rock Fesitval)'이 “왜 페스티벌을 개최하는가? 이 땅에 록을 좋아하는 사람들이 있기 때문에..!” 라는 취지를 내걸고 인천 송도 시민공원에서 개최되었다. 그리고 이는 현재 매년 개최되고 있는 '펜타포트 록 페스티벌'의 전신이 되었다. 이 페스티벌은 크래쉬, 김경호, 부활, 델리스파이스 등의 쟁쟁한 국내 뮤지션 라인업과 함께 딥 퍼플, 드림 씨어터, 프로디지, RATM등의 세계적인 거장들을 앞세워 대한민국 록의 신기원을 열고자 하였다. 미국의 우드스탁 페스티벌, 영국의 글래스톤베리 페스티벌 등과 같이 국내에도 거대 규모의 세계적인 록 페스티벌을 개최하고자 했던 것이다. 1일권 7만원, 2일권 9만원으로 당시에는 결코 적은 금액이 아니었던 트라이포트 록 페스티벌은 기획사 측에서도 손해를 감수해야 했지만 대망의 뜻을 품고 계획했다고 한다. 하지만 국내에서 거대 규모의 세계적인 록 페스티벌을 개최하고자 했던 웅대한 꿈은 엄청난 폭우로 인해 첫날 몇몇 무대가 취소되고, 둘째날 공연은 완전 취소되어 제대로 펼쳐지지 못하고 사그러 들 수 밖에 없었다. 99년 트라이포트 록 페스티벌은 잦은 라인업 교체와 공연 중단 등 여러 가지 씁쓸한 기억을 남기고 사라졌다. 하지만 그들의 시도는 후발 주자들이 국내에 페스티벌 문화를 정착시키는데 큰 영향을 미친 것만은 분명하다.
99년 트라이포트 록 페스티벌이 불발로 그친 이후 국내에서도 록 페스티벌이 하나 둘 개최되기 시작했다. 같은 해 9월 동두천시 종합 운동장에서 개최된 동두천 락 페스티벌은 한국 뮤지션들을 중심으로 성공적으로 이루어져 현재까지도 개최되고 있으며 2000년 7월에는 부산에서 부산 국제 록 페스티벌이 개최되어 페스티벌 문화가 전국적으로 퍼져나가기 시작했다. 이후 서태지 컴퍼니에 의해 기획된 ETP FESTIVAL(2001년-2009년), 트라이포트 록 페스티벌의 정신을 한층 더 발전시켰다는 펜타포트 록 페스티벌(2006년-현재), 그랜드 민트 페스티벌(2007년-현재), 쌈지 사운드 페스티벌(1999년-현재), 안산 M 밸리 록 페스티벌(2009년-현재) 등 매년 새롭고 다양한 록 페스티벌이 기획되어 대중들의 마음을 사로잡고 있다.
| 년도 | 날짜  | 내용                   |
| ---- | ----- | ---------------------- |
| 1997 | 6/4   | 97 자유                |
| 1999 | 7/31  | 트라이포트 록 페스티벌 |
| 1999 | 9/11  | 동두천 락 페스티벌     |
| 2000 | 7/15  | 부산 국제 록 페스티벌  |
| 2001 | 10/11 | ETPFEST                |
| 2006 | 7/28  | 펜타포트 락 페스티벌   |
| 2007 | 10/6  | 그랜드 민트 페스티벌   |
| 2009 | 7/24  | 지산 밸리 록 페스티벌  |

## 종류

### 역사적 페스티벌
다음의 페스티벌들은 한 번만 개최되었거나 역사적 의미를 지닌 야외 록 페스티벌들이다.
- 라이브 에이드

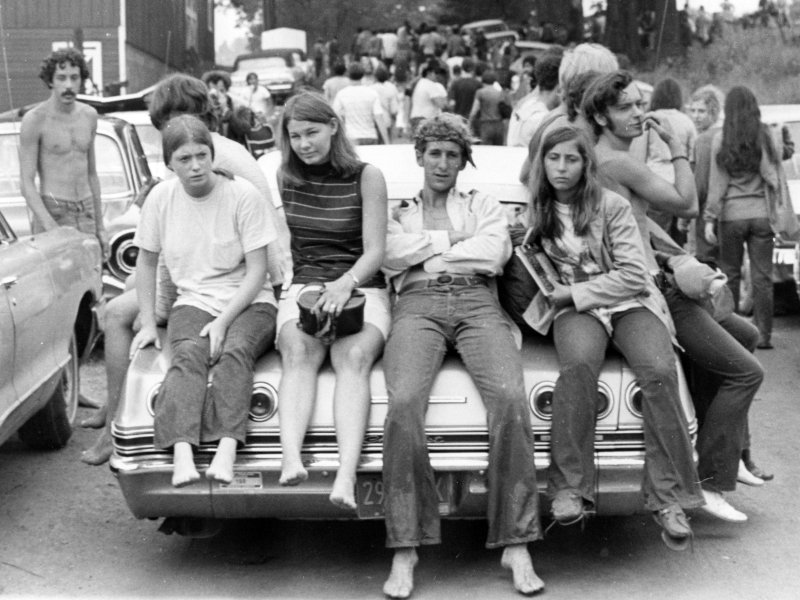
1969년 우드스탁 페스티벌 중

- KFRC (1967년 6월 10일-11일)
- 노던 캘리포니아 포크 락 페스티벌 (1968)
- 뉴포트 팝 페스티벌 (1968)
- 우드스탁 페스티벌
- 덴버 팝 페스티벌 (1969)
- 님바사 페스티벌 시리즈 뉴질랜드 (1976-1981)
- US 페스티벌 (1982 & 1983)

### 투어형 페스티벌
최근에 생긴 페스티벌들의 특징으로, 세계 여러 곳곳으로 투어를 다니며 성공적일 경우 몇 년 연속으로 진행되기도 한다.
- 빅 데이 아웃
- G3
- 룰라팔루자

## 주요 록 페스티벌

### 아시아

#### 대한민국
- 부산 국제 록 페스티벌

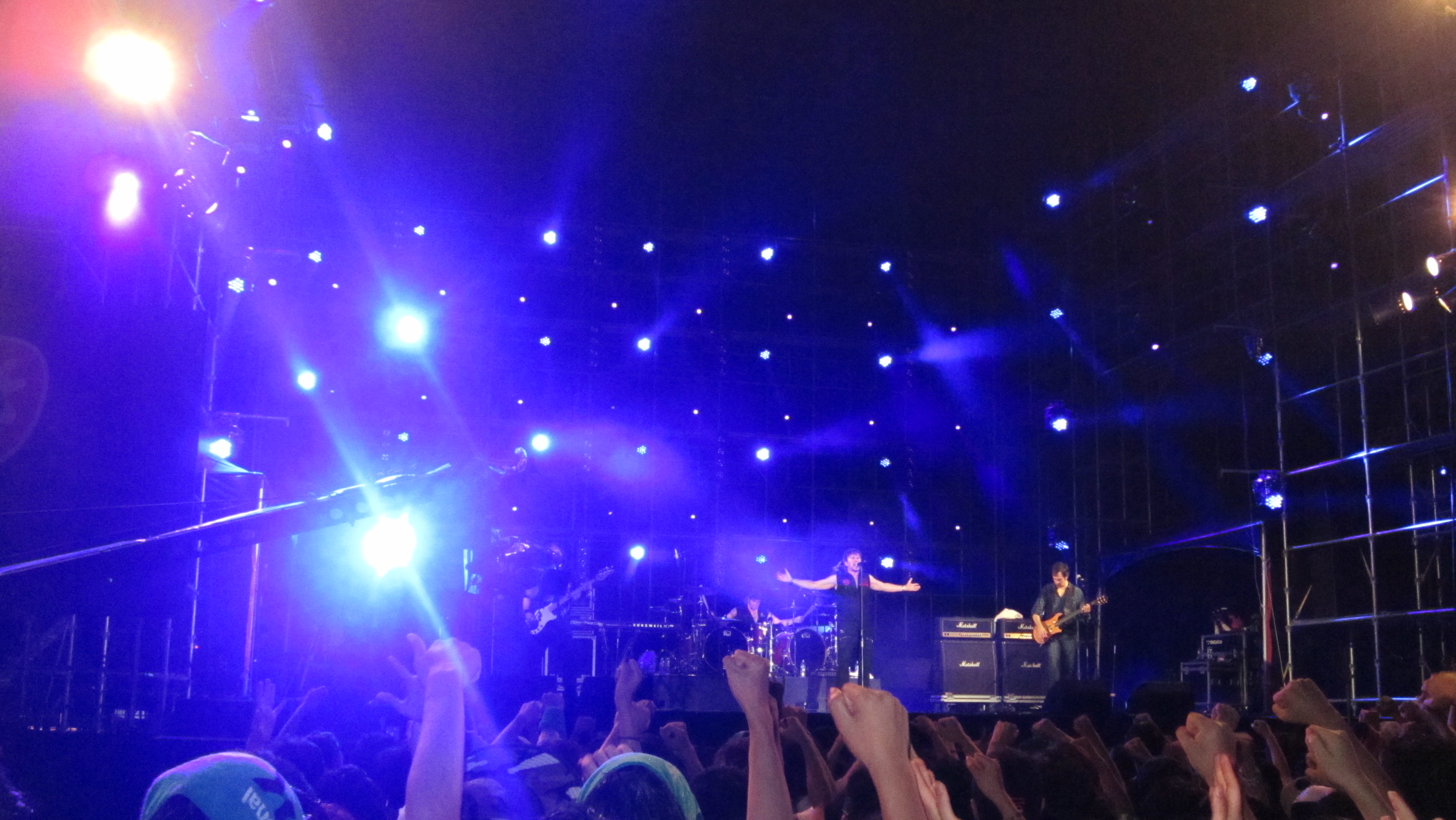
2012년 제 13회 부산 국제 록 페스티벌 파이어하우스의 공연

2000년부터 시작되어 매년 여름 다대포 해수욕장이나 삼락공원 등의 장소에서 개최되는 록 페스티벌이다. 부산광역시에서 직접 주최하기 때문에 다른 록 페스티벌과는 달리 무료 행사라는 점이 가장 큰 특징이다. 또한 여타 국내의 록 페스티벌과는 달리 Dark Tranquillity, Deicide, Heaven Shall Burn과 같은 헤비 메탈이나 데쓰 메탈 쪽의 밴드들을 섭외해왔다는 것 역시 특징이다.
- ETPFEST

ETPFEST(Eerie TaiJi People FESTival의 약자)는 2001년에 시작된 콘서트이다. 서태지컴퍼니가 주최하고 예당엔터테인먼트가 주관하며 다음 커뮤니케이션, GM 대우 오토 앤 테크놀로지가 후원하며, 기획은 서울기획, 액세스엔터테인먼트, IMX가 담당한다. 가장 최근에는 2009년 8월 15일에 잠실보조경기장에서 개최되었다. 2001년 처음 개최된 것은 서태지의 일본 싱글 발매 기념과 서태지닷컴 홈페이지의 오픈 기념으로, 무대가 없는 실내 스튜디오에서 이루어졌다. 록 페스티벌로서의 성격을 지니게 된 것은 2002년부터로, 서태지 뿐만 아니라 스크레이프, 타미 리와 같은 해외 뮤지션들과 국내 아티스트들의 무대가 펼쳐졌다. 2009년까지 개최된 ETPFEST에는 킨, 나인 인치 네일즈, 데스 캡 포 큐티, 신이치 오사와와 같은 해외 유명 아티스트들과 더불어 서태지의 소속사 안팎의 국내 뮤지션들이 공연하였다.
- Yes! Rock 페스티벌

한국예술문화단체총연합회 구미지부에서 해마다 열고 있는 청소년 예술제인 구미청소년예술제는 한국예술문화단체총연합회 구미지부와 구미청년유도회 주관으로 5월 성년의 날을 기념하여 구미시 문화예술회관과 구미시민복지회관 등에서 1990년대 처음 개최되었다. 이후 한국예술문화단체총연합회 구미지부와 구미청년유도회가 분리되어 성년의 날 기념행사는 구미청년유도회에서, 청소년 예술한마당은 한국예술문화단체총연합회 구미지부에서 개최하게 되었다. 2007년에는 Yes Rock 페스티벌이라는 명칭으로 구미시 문화예술회관 소공연장과 송정야외공연장에서 7월 13일부터 7월 24일까지 개최되었다.

- 구로 인디록 페스티벌

도심 속 안락한 공연장에서 즐기는 실내형 인디록 페스티벌로, 구로 인디록 페스티벌은 2009년부터 매해 7월 구로아트밸리 예술극장에서 개최하고 있는 기획프로그램으로 인디씬이 홍대에 한정되지 않고 더 확장 될 수 있도록 인디음악의 새로운 공간을 제시하고자 한다. 늘어나고 있는 여름 야외형 록 페스티벌 사이에서 도심 속 실내형 록 페스티벌로 전문 공연장만의 장점을 최대한 살릴 수 있는 구성으로 이루어진다.

- 그랜드 민트 페스티벌

2007년부터 매년 가을 서울 올림픽 공원에서 개최되는 음악 축제다. 민트페이퍼 사에서 개최하기 시작하였고, 전형적인 록 페스티벌과는 다르게 이지리스닝이 가능한 아티스트들이 주로 라인업으로 서며, 흡연석이 따로 제한되어 있는 등 접근성을 높인 페스티벌이라 할 수 있다.
- 동두천 락 페스티발

매년 8~9월에 동두천시종합운동장에서 열리는 록 페스티벌이다.
- 레인보우 뮤직캠핑 페스티벌

강원 춘천시 남이섬에서 하룻밤동안 열리는 실외 록 페스티벌이다.
- 베가 패밀리 락 페스티벌

2012년 5월 26, 27일 1박2일간 스카이 LTE 스마트폰 '베가레이서2' 출시 기념으로 지산 포레스트 리조트에서 개최한 록 페스티벌이다. 이는 소통, 공유, 공감을 추구하는 베가 브랜드 문화의 장인 '베가 컬쳐 프로젝트3'의 하나이며, 가족 단위로 참여하는 특징을 지닌다.
- 서머 브리즈

여름철 산들바람이라는 뜻의 서머브리즈(Summer Breeze)는 2008년 8월7일과 8일 서울 올림픽공원 올림픽홀에서 개최될 예정이었던 대한민국 록 페스티벌이다.'펜타포트 록 페스티벌'의 뒤를 잇는 또 하나의 대형 음악축제가 되길 기대했으나 표 판매 부진으로 취소되었다.
- 쌈지 사운드 페스티벌

매년 가을 개최되는 록 페스티벌이다. 출연진을 경력과 출신 국가에 따라 '숨은고수', '무림고수', '물 건너온 고수'의 세 부류로 나누는 것이 특징이다.
- 안산 M 밸리 록 페스티벌

CJ E&M과 안산시의 주최로 경기도 안산시 대부 바다향기테마파크에서 매년 여름 7월말 3일에 걸쳐 열리는 실외 록 페스티벌이다. 티켓 가격은 15만원에서 25만원 사이로 책정되어 있다. 후지 록 페스티벌과 업무 제휴를 맺고 있는 공연기획사인 9 ENT(구 옐로나인)의 기획, 주관으로 2009년 처음 열렸으며 2010년부터는 CJ의 주관 하에서 열리고 있다. 대기업의 자본과 기획력이 바탕이 되어 있는 지산 밸리 록 페스티벌은 처음 열렸던 2009년부터 일렉트로닉 아티스트(Basement Jaxx)를 헤드 라이너에 세우고, DJ 라인업을 따로 준비하는 등 장르에 연연하지 않는 모습을 보여주었다. 2009년 헤드라이너는 Basement Jaxx, Weezer, 그리고 Oasis였으며 2010년의 헤드라이너는 Pet Shop Boys, Massive Attack, 그리고 Muse였다. 2011년의 헤드라이너는 Suede, Arctic Monkeys, Chemical Brothers였으며 2012년 헤드라이너는 The Stone Roses와 Radiohead 그리고 James Blake였다.
- 펜타포트 락 페스티벌

매년 여름 인천의 송도 또는 드림파크에서 개최되는 록 페스티벌이다.
그 전신은 한국에서 최초의 대규모 록페스티벌 기획으로 여겨지는, 예스컴이라는 기획사가 1999년 Dream Theater, Prodigy, Deep Purple, Ash 등을 주요 출연진으로 섭외했지만 계속되는 폭우로 중단된 트라이포트 페스티벌이다. 인천광역시의 도시전략 이름을 그대로 따온 것에서 알 수 있다시피 1999년 이래로 지역자치단체의 전폭적인 협조가 있어왔다. 이러한 협조 아래 2006년 펜타포트라는 이름으로 Strokes, Franz Ferdinand 등을 헤드라이너로 세우며 재개되었다. 한국에 록 페스티벌 문화를 정착시키게끔 노력한 페스티벌이다. 2007년 헤드라이너는 Chemical Brothers, Muse, 2008년 헤드라이너는 Ellegarden, Underworld, Travis, 2010년 헤드라이너는 Stereophonics, Hoobastank, Ian Brown, 2011년 헤드라이너는 B.O.B, Korn, Simple Plan이었다. 2012년 헤드라이너는 Snow Patrol, Manic Street Preachers이다. 2013년 헤드라이너는 들국화, Suede, Fall Out Boy이다. 2014년 헤드라이너는 이승환, Kasabian, Travis이다. 2015년 헤드라이너는 Scorpions, 서태지, Prodigy이다.

#### 일본
- 서머 소닉

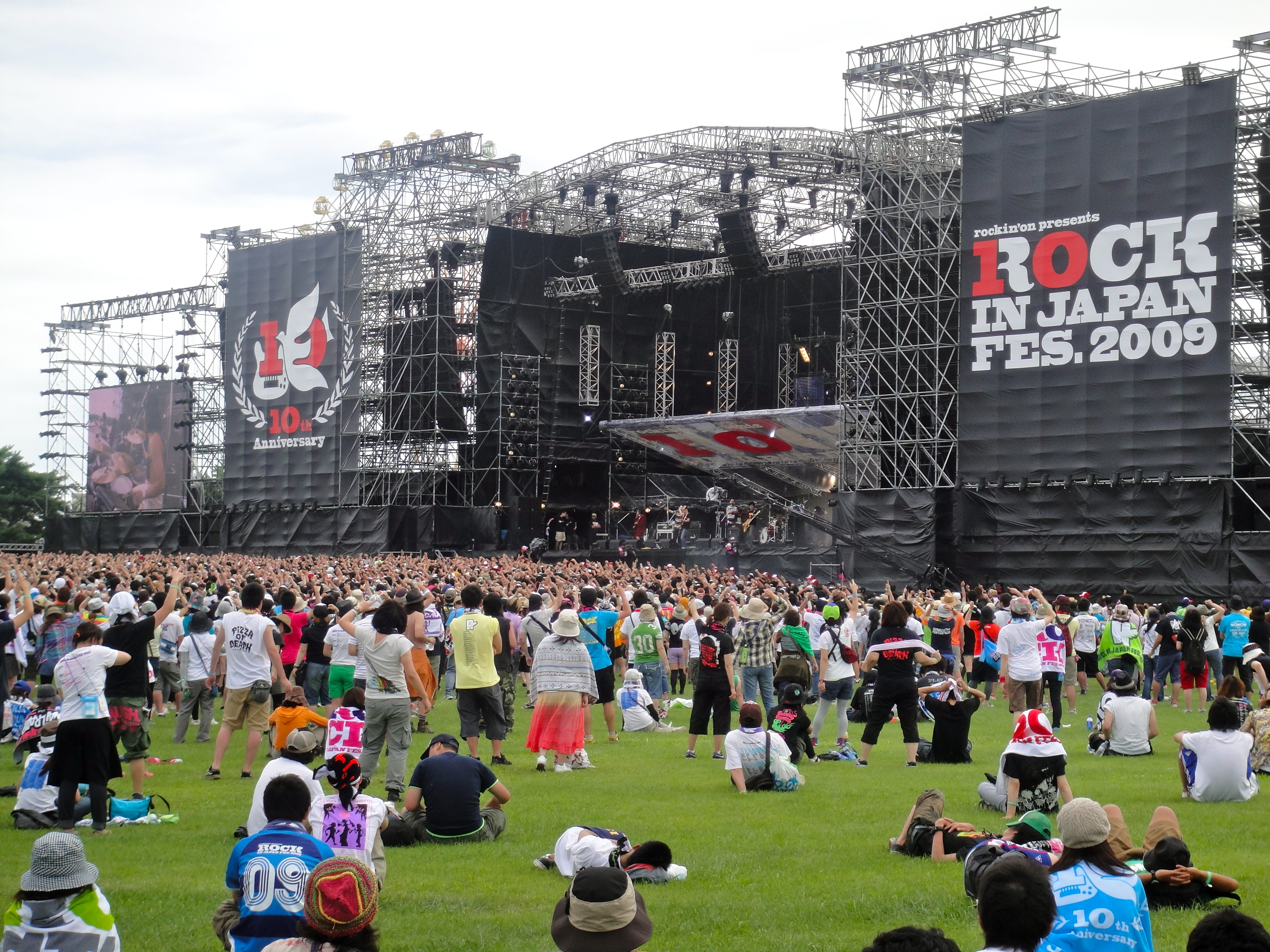
2009년 록 인 재팬 페스티벌 중

매년 8월 오사카와 도쿄에서 동시에 열리는 일본의 록 페스티벌이다.
- 후지 락 페스티벌

스매쉬 코퍼레이션이 주최하는 일본의 록 페스티벌이다. 1997년부터 열리기 시작했다. 1999년부터는 니가타 현 나에바 스키장에서 열리고 있다.
- 라이징 선 록 페스티벌

1999년에 시작된 라이징 선 록 페스티벌은 '진정한 록 페스티벌’이란 문구를 내세우며, 홋카이도 오타루라는 곳에서 이틀 동안 진행되는데, 일본 국내 밴드들로만 라인업을 채우는 특징이 있다.
- 록 인 재팬 페스티벌

일본의 록 음악제이다. 이바라키 현 히타치나카 시에서 매년 8 월에 개최된다.
위 4개의 록 페스티벌(서머 소닉, 후지 락 페스티벌, 라이징 선 록 페스티벌, 록 인 재팬 페스티벌)을 일본의 4대 록 페스티벌이라고도 한다.
- 에이네이션

일본의 대규모 레코드 회사인 에이벡스 그룹이 개최하는 여름의 야외 라이브 투어로, 2002년부터 매년 개최되고 있다.

### 북미

#### 미국
- KROQ 위니 로스트

1993년부터 미국 캘리포니아주 로스앤젤레스에 있는 KROQ 106.7 록 음악 전문 라디오 방송국에서 개최하는 미국 최대의 연례 정기 조인트 록 음악 콘서트 투어이다.
- 코첼라 밸리 뮤직 앤드 아츠 페스티벌

미국에서 가장 주목 받는 음악 축제로, 매년 4월의 마지막 주말에 열린다. 페스티벌의 장소는 미국 캘리포니아의 인디오에 위치한 코첼라 벨리에서 열린다. 인디, 얼터너티브 락, 힙합, 일렉트로니카를 총망라해 가장 핫이슈에 오른 신예부터 거장 아티스트들이 함께 출연한다. 이 축제에서는 라이브 음악 공연이 여러 무대에서 펼쳐지며, 2003년부터 캠핑 텐트 시설을 갖추어 캠핑도 가능하다. 2001년에 시작된 이 축제에는 225,000명 이상의 방문객이 참여한다.

#### 캐나다
- 로저스 피크닉

2007년부터 매년 여름 토론토에서 하룻동안 개최되는 음악 축제다.

### 유럽

#### 독일
- 록 암 링

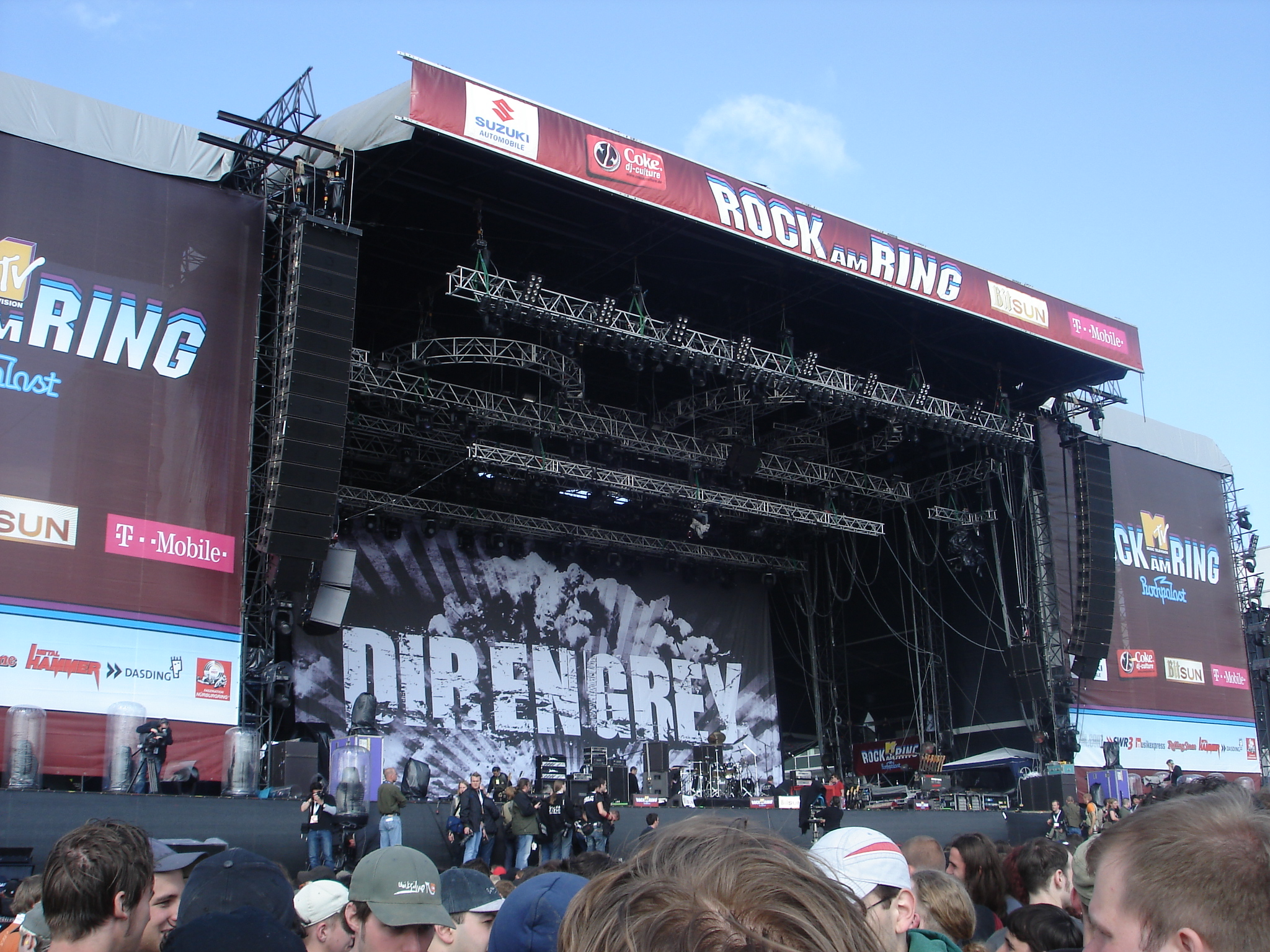
2006년 록 암 링 페스티벌 중

독일에서 열리는 록 페스티벌로, 록 앳 더 링(Rock at the Ring)이라고도 한다. 독일의 음악 축제 중에는 가장 크며 공식 기록으로 2007년에 15만 명의 관객이 찾아 유럽 내에서도 큰 음악 축제 중의 하나이다. 공연장은 두 곳이 있는데, 록 암 링(Rock am Ring)은 뉘르부르크링(Nürburgring)에 있으며, 록 임 파크(Rock im Park)는 뉘른베르크(Nürnberg)에 있다. 록 암 링 페스티벌에 참가하는 밴드의 주요 장르는 얼터너티브 록, 펑크 록, 메탈 등이 있으며 록 밴드 형식을 갖춘 가수도 참여할 수 있다.
- South Side Festival

사우스 사이드 페스티벌은 남부 독일 투트링겐 근처에서 보통 매 6월에 열리는 음악 축제이다. 비록 이 축제는 시간이 지날수록 점점 더 주류로 가고 있지만, 이 축제와 축제의 게스트들은 일반적으로 주류음악의 대안적 부분과 관련이 있다.
- The Hurricane Festival

허리케인 페스티벌은 보통 사우스 사이드 페스티벌의 자매라고 불리는데, 사우스 사이드 페스티벌이 독일 남쪽에서 열리는 반면, 허리케인 페스티벌은 북부 독일 브레멘 근처의 Scheeßel에서 보통 매 6월에 열린다. 이 페스티벌은 사우스 사이드 페스티벌과 같은 3일 동안 열린다. 두 페스티벌은 똑같은 날짜에, 보통 몇몇 예외를 말고는 똑같은 라인업을 가지고 있어 쌍둥이 페스티벌이다.

#### 영국
- 글래스톤베리 페스티벌

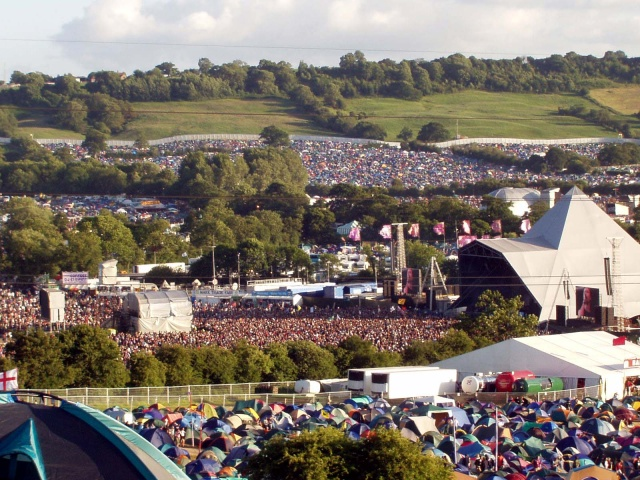
2003년 글래스톤베리 페스티벌 중

1970년 히피 무브먼트에 영향을 받아 탄생한 페스티벌로서, 중심이 되는 행사는 동시대 음악가들의 공연이지만 서커스, 캬바레, 극과 같은 다른 장르의 예술가들이 전 세계적으로 몰려들어 공연을 하는 것으로도 유명하다. 세계에서 가장 큰 규모로 진행된다. 1970년 당시 농부였던 Michael Eavis가 Led Zeppelin의 야외 공연을 보고 13명 가량의 그의 친구들과 모든 것을 쏟아부어 개최한 Pilton Festival이 그 전신이다.
- 리즈 앤 레딩 페스티벌

영국 레딩과 리즈에서 매년 여름에 열리는 음악 축제이다. 영국 레딩과 리즈에서 매년 8월에 주말과 은행 휴업일을 포함하여 3일 동안 열리는 록, 인디, 대체 록, 헤비 메탈, 펑크록 음악축제이다. 레딩 페스티벌은 1961년부터 시작된 축제로 세계에서 가장 오래된 축제이다. 이 축제는 헤비 메탈과 록 공연 위주로 펼쳐지며, 캠핑 또한 이루어진다. 레딩 페스티벌에는 87,000명의 방문객이 참가하고 리즈 페스티벌에는 75,000명의 방문객이 참가한다

- 티 인더 파크

영국 스코틀랜드 킨로스 발라도에서 매년 여름에 열리는 음악 축제로, 매년 7월 둘째 주에 3일 동안 열리는 록, 대체 록, 인디 록, 하드 록, 펑크 록, 테크노, 하우스, 일렉트로닉, 재즈, 어쿠스틱, 팝 음악 축제이다. 이 축제에서는 다양한 장르의 음악 공연들이 7개의 무대에서 펼쳐지며, 캠핑도 가능하다. 1994년에 시작된 이 축제는 구내 매장, 상점, 아동 유원지 등 편의시설과 오락시설을 잘 갖추고 있다.

#### 덴마크
- 로스킬데 축제

로스킬데 페스티벌은 북유럽 최고의 음악 축제로, 연 유료관람인원 75000여명과 25000여명 이상의 자원봉사자, 3000명의 아티스트가 참여하는 로스킬데 페스티벌은 1971년 덴마크의 작은 지역 축제로 시작했으나, 현재는 관람 인원의 50%이상이 덴마크 이외의 국가에서 방문하는 세계적인 축제로 성장하였다. 특히 활발한 자원봉사 활동으로 운영되는 축제의 모든 수익금은 환경과 인권을 위한 자선 사업과 문화적 사업 등을 위한 기금으로 사용되어 축제가 표방하는 ‘음악, 문화, 인본주의’를 표방하는 공익적 성격을 더욱 공고히 유지하고 있다.

#### 노르웨이
- 우드 록 페스티벌

노르웨이의 수도 오슬로(Oslo)에서 매년 개최되는 음악축제로, 노르웨이 최대 규모의 록 페스티벌이다. 1992년부터 시작되었으며, 매년 6월 중순에 4일간 오슬로(Oslo)에 있는 프로그네르 공원(Frogner Park) 일대의 야외에서 열린다. 축제의 이름은 비틀즈가 1965년에 발표한 노래 《노르웨이전 우드(Norwegian Wood)》곡명을 따서 붙였다. 특별히 제작된 메인 무대에서는 노르웨이와 세계 유명 록 그룹의 라이브 공연이 열리며, 주변에서 신인 그룹들의 소규모 공연이 계속된다. 이글스(Eagles), 닐 영(Neil Young), 에릭 클랩튼(Eric Clapton), 조니 캐쉬(Johnny Cash), 밴 모리슨(Van Morisson), 밥 딜런(Bob Dylan), 브라이언 윌슨(Brian Wilson), 킨크스(The Kinks), 데이빗 보위(David Bowie) 등의 세계적인 유명 뮤지션들이 이 행사에 참여했다.

#### 헝가리
- 씨게트 페스티벌

유럽에서 가장 큰 대중음악 문화 축제중 하나인 씨게트 페스티벌은 1993년에 Diaksziget라는 이름으로 처음 개최되어, 1996 ~ 2001년까지 펩시 씨게트 페스티벌, 그리고 2002년부터 공식명이 씨게트 페스티벌로 자리잡게 되었다.

#### 스위스
- 팔레오 뮤직 페스티벌

보통 팔레오 라 불리는 니옹 팔레오 야외음악축제는 1976년 니옹 폴크 페스티벌에서 시작되어 현재는 Sziget festival에 이어 유럽에서 두 번째 규모의 뮤직 페스티벌이 되었다. 신진 예술가와 이미 알려진 스타 예술가들의 플랫폼 역할을 하는 것이 특징이며 여러 음악장르의 공연과 서커스, 거리 공연 등, 다채로운 프로그램이 진행된다.

#### 벨기에
- 록 워히터

벨기에 워히터에서 매년 여름에 열리는 음악 축제로, 매년 7월 초에 4일 동안 열리는 록, 팝, 대체 록 음악 축제이다. 이 축제는 유럽에서 열리는 가장 큰 5개의 록 음악 축제 중 하나로, 1974년에 하루 동안 열리는 축제로 시작하였다가 2003년에 축제 기간이 4일로 늘어났다. 축제가 시작된 초기에는 방문객 대부분이 폴랑드르 지역주민이었으나, 최근에는 네덜란드, 프랑스, 영국 등 다양한 나라의 방문객들이 축제에 참여하고 있다.

### 남미

#### 멕시코
- 코로나 뮤직 페스티벌

멕시코시티에서 개최된다.

#### 브라질
- 팀 페스티벌

브라질리아에서 개최된다.

#### 아르헨티나
- 문파크

부에노스아이레스에서 매년 3회씩 열리는 음악 축제다. 아르헨티나에서 손꼽히는 댄스 및 일렉트로닉 음악 축제 중 하나다.
- 부에 페스티벌

부에노스아이레스에서 개최된다.
- 코스킨 록

2001년부터 매년 아르헨티나의 코스킨에서 개최되는 음악 축제다. 아르헨티나 가수뿐만 아니라 스페인과 멕시코 등 해외 록 가수들도 참여한다. 여름 휴가가 있는 2월에 열리며, 매년 15만 이상의 관객을 끌어들여 아르헨티나에서 가장 인기있는 음악 축제 중 하나다.
- 퍼스널 페스티벌

2004년부터 부에노스아이레스에서 매년 열리는 음악 축제다. 퍼스널 사에서 후원한다.
- 펩시 뮤직 페스티벌

2003년 이래로 매년 아르헨티나에서 열리는 음악 축제로, 후원사인 펩시 사의 이름을 따서 명명되었다. 페로 스타디움, 리버 플레이트 스타디움 등의 장소에서 개최된다.

#### 콜롬비아
- EVENTO40

콜롬비아의 음악 축제다.
- 록 알 파르케

1995년부터 생겨난 콜롬비아의 음악 축제로, 입장료가 무료인 것이 특징이다. 남미에서 가장 중대한 록 페스티벌로 간주된다.

#### 그 외
- 록 인 리오

브라질의 리우데자네이루, 포르투갈의 리스본, 스페인의 마드리드에서 개최되어온 일련의 음악 축제다. 첫 공연에서 백오십만의 관객을 모아 세계 최대 규모의 음악 축제로 기록된 바 있다.

## 최근의 경향성
록과 포크, 팝을 필두로 하여 개최되었던 록 페스티벌은 단순히 분리된 장르의 전문화된 콘서트로 진화하기 보다는 더 많은 관객들을 모집할 수 있는 방향으로 나아갔다. 물론 꾸준히 독자적인 장르를 지키며 매니아층의 지지를 받는 페스티벌도 있으나 대부분의 대형 기획들은 주류 음악계에서 활동하는 아티스트들을 무대에 세웠다. 이러한 과정에서 록 뿐만 아니라 일렉트로닉 아티스트들이 록 페스티벌의 헤드 라이너로 무대에 서는 경우도 많아졌으며 프로그램 기획에서도 대중들의 다양한 기호를 충족시키기 위해 낮 시간대와 밤 시간대 장르를 달리하는 아티스트들을 세우는 등 새로운 시도를 하고 있다. 이를테면 지산 밸리 록 페스티벌의 경우, 처음 개최되었던 2009년의 헤드라이너는 하우스 뮤지션인 Basement Jaxx였으며, DJ들을 밴드들의 공연이 끝난 시간대에 따로 배치하였다. 2010년의 주요 헤드라이너 3팀 중 2팀이 일렉트로닉 아티스트(Pet Shop Boys, Massive Attack)였으며 2011년의 헤드라이너 또한 영국의 일렉트로닉 아티스트 Chemical Brothers였다. 펜타포트 록 페스티벌의 경우도 처음 개최되었던 2006년부터 밴드 섭외와 별개로 DJ들을 무대에 세우는 등 다양한 장르적 기호를 충족시키고자 하는 노력을 보였다. 이는 록 페스티벌과 평행선을 달리는 월드 디제이 페스티벌과 같은 일렉트로닉 음악 페스티벌의 강세와 무관하지 않아보이며 이러한 일렉트로닉 페스티벌에서도 낮 시간대에는 밴드를 무대에 세우는 등의 장르적 혼용을 시도하고 있다.

## 자료 출처
1. ↑  “보관된 사본”. 2012년 10월 15일에 원본 문서에서 보존된 문서. 2012년 6월 6일에 확인함.
2. ↑  http://gumi.grandculture.net/Contents/Index?contents_id=GC01202322%5B깨진+링크(과거+내용+찾기)%5D
3. ↑  “보관된 사본”. 2016년 3월 6일에 원본 문서에서 보존된 문서. 2012년 6월 10일에 확인함.
4. ↑  http://www.rainbowfestival.co.kr/
5. ↑  http://www.itdaily.kr/news/articleView.html?idxno=30375
6. ↑  https://news.naver.com/main/read.nhn?mode=LSD&mid=sec&sid1=103&oid=037&aid=0000005684
7. ↑  “보관된 사본”. 2012년 6월 4일에 원본 문서에서 보존된 문서. 2012년 6월 6일에 확인함.
8. ↑  “보관된 사본”. 2012년 6월 20일에 원본 문서에서 보존된 문서. 2012년 6월 6일에 확인함.
9. ↑  세계적으로 유명한 '락 페스티발' 소개, 한화그룹 공식블로그, 2010년 7월 23일 작성.
10. ↑  https://terms.naver.com/100.nhn?docid=1130933
11. ↑  https://terms.naver.com/100.nhn?docid=1130890
12. ↑  https://terms.naver.com/100.nhn?docid=1130877
13. ↑  https://terms.naver.com/100.nhn?docid=1134968
14. ↑  http://www.eknews.net/xe/euro_culture/41584
15. ↑  “보관된 사본”. 2016년 3월 11일에 원본 문서에서 보존된 문서. 2012년 6월 10일에 확인함.
16. ↑  https://terms.naver.com/100.nhn?docid=1143438
17. ↑  http://isplus.live.joinsmsn.com/news/article/article.asp?total_id=8119749&cloc=%5B깨진+링크(과거+내용+찾기)%5D